# Siata Daina
El Siata Daina es un automóvil italiano producido por Siata entre 1950 y 1958. Estaba disponible como cupé o convertible y tenía carrocerías personalizadas de Stabilimenti Farina, Bertone y de otros fabricantes.

## Rendimiento
Como todos los Siata, el Daina se basó en mecánicas Fiat muy modificadas. En este se usó el motor Fiat 1400; el bastidor se reforzó y acortó mientras que el motor se desarrolló con nuevas válvulas en cabeza, nuevos colectores, carburadores y, en algunos modelos, sistemas de escape Abarth. El Daina se podía conseguir con un motor de cuatro cilindros en línea OHV de 1,4 L (1395 cc), 1,5 L (1500 cc) o 1,8 L (1817 cc), todos ellos de origen Fiat. Presentaba suspensión delantera independiente y un eje trasero vivo con resortes helicoidales, así como frenos de tambor en las 4 ruedas. Estaba disponible con transmisión manual de 4 o de 5 velocidades.

## Historia

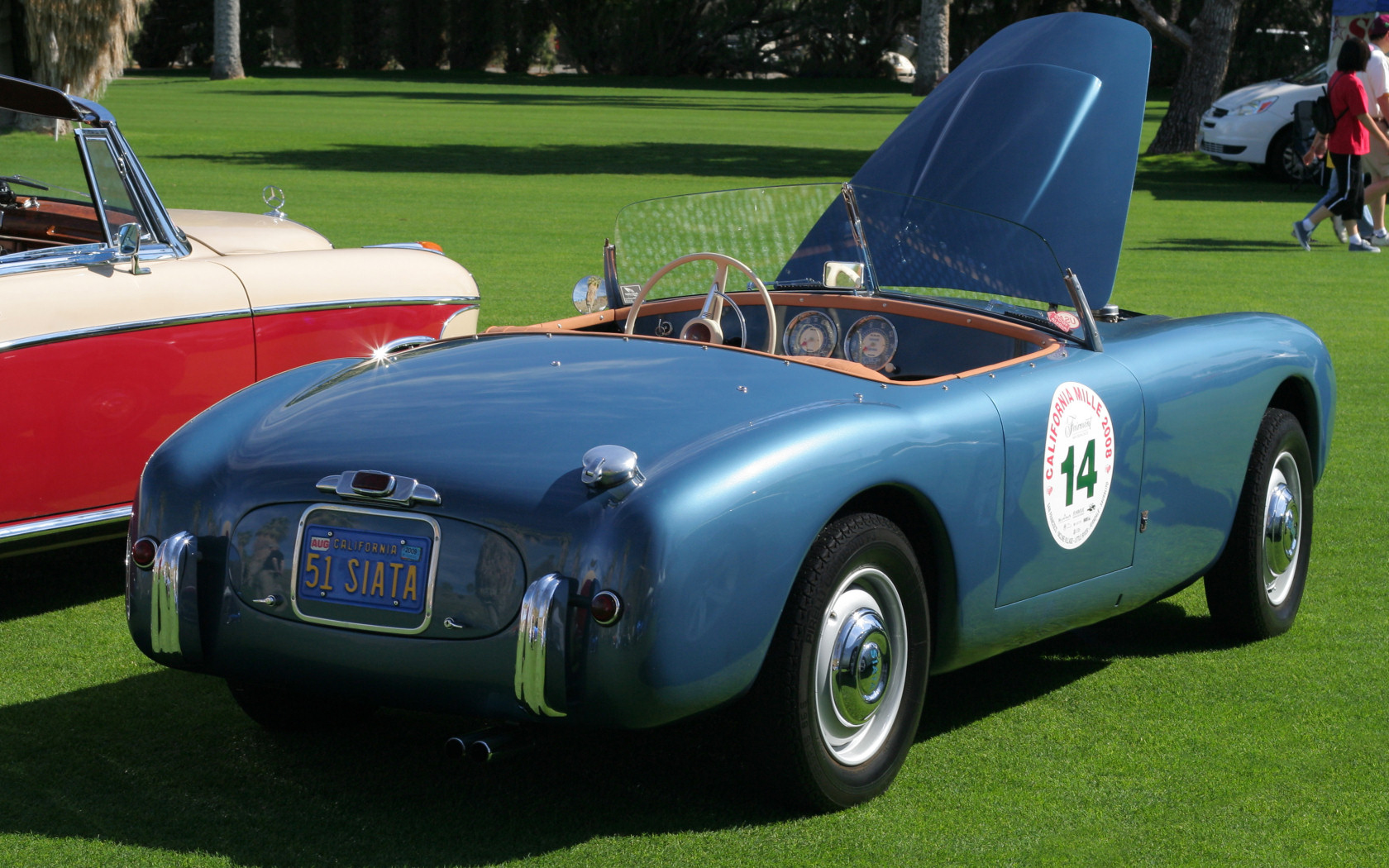
Daina Gran Sport de 1951. Vista trasera

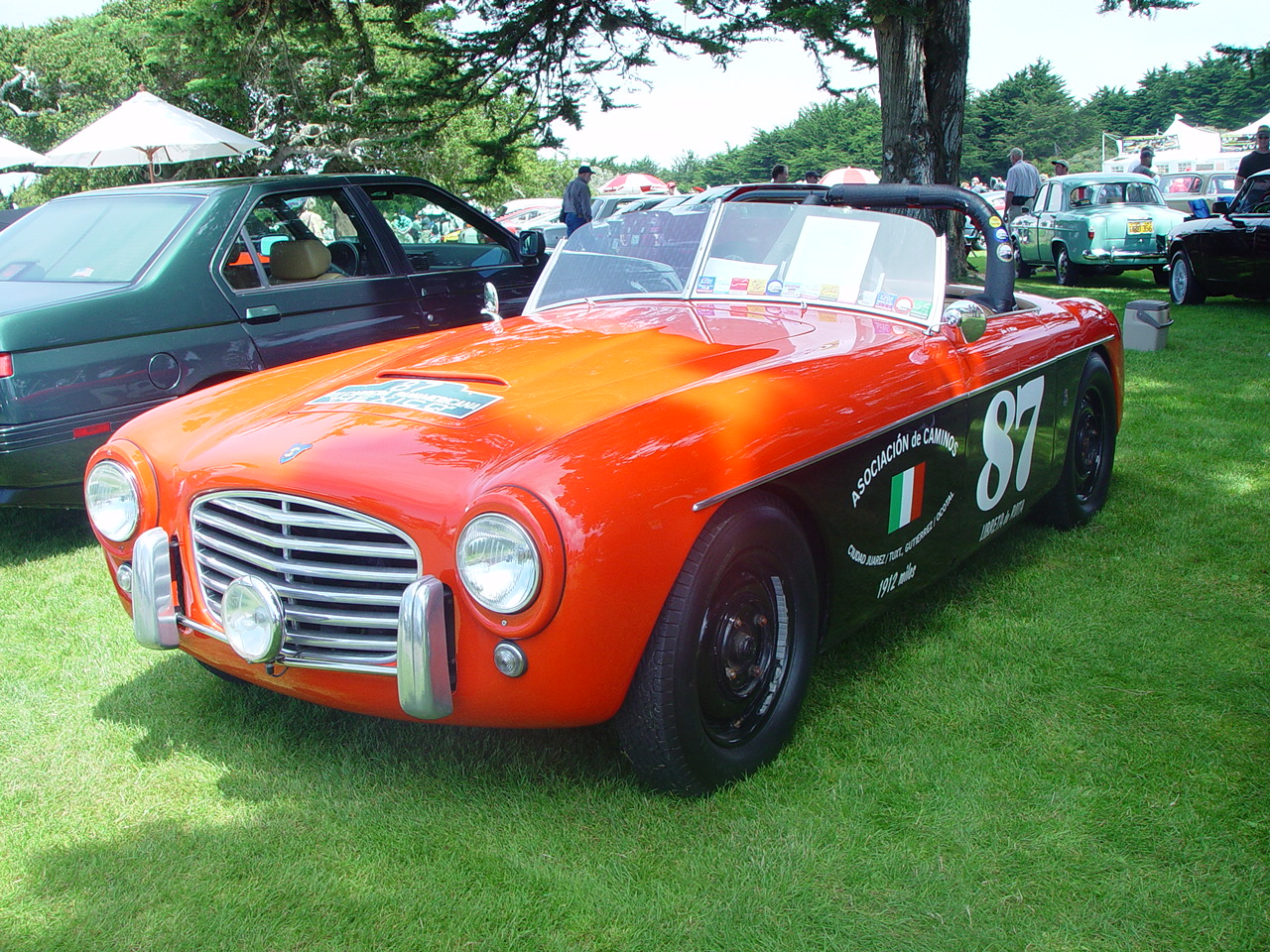
Daina Gran Sport

De 1950 a 1958 se produjeron aproximadamente de 200 a 250 automóviles de la serie Daina. Sin embargo, solo algunas de las series se produjeron después de 1953. Inicialmente, Stabilimenti Farina diseñó y construyó un cupé de 3 "posti" (asientos) y un cabriolet ("trasformabile") en aluminio con puertas de acero. Una limusina y un automóvil deportivo llamado "Rally" también se construyeron en los primeros días. Hacia el final de la producción del Cupé y del Convertible, se agregó un descapotable a la línea en los talleres de Farina, el "Gran Sport", del que se agregó a la gama una versión cerrada, el "Sport". Se cree que se han construido alrededor de 20 Daina Sport (cupé), y se sabe que existen al menos ocho en la actualidad. El Gran Sport comprendía la mayoría de los coches de la serie Daina. Disponía de una carrocería de acero con un capó de aluminio diseñado por Stabilimenti Farina (también se hicieron 3 Gran Sport con carrocería de aluminio), pero cuando Farina cerró en 1953, Bertone se hizo cargo de la producción tanto del Sport como del Gran Sport. Además, algunos coches fueron completados por otros carroceros.
Los Daina más conocidos fueron las versiones Gran Sport (convertible) utilizados en las carreras, y muchos lo llamaron el "pequeño Ferrari". El coche fue construido para participar en el Gran Premio Internacional y las Mille Miglia. El resultado más notable del Daina fue en las 12 Horas de Sebring de 1952, cuando Dick Irish y Bob Fergus pilotearon un Daina Gran Sport de 1.500 cc hasta el primer lugar de su clase y el tercer puesto en la general.
Wayne Thomas, un experto en automóviles inglés, dijo: "Conducir un Siata Gran Sport es simplemente un sueño, el problema es que ya no los ves por ahí, y quien tiene uno lo mantiene a buen recaudo. Este coche es estilo, maniobrabilidad y su capacidad de ir como un misil si se le solicita".